# 吳崇文
吳崇文（1515年—？），字質夫，河南汝寧府光山縣人，軍籍，明朝政治人物。

## 生平
嘉靖十九年（1540年）庚子科河南鄉試第四十六名舉人。嘉靖二十年（1541年）中式辛丑科會試第一百四名，登第三甲第四十二名進士。

## 家族
曾祖吳珏，縣主簿；祖父吳九岐，府檢校；父吳漢，母劉氏。具庆下。弟崇献、崇道。